# Mansa petiolaris
Mansa petiolaris är en stekelart som beskrevs av Tohru Uchida 1940. Mansa petiolaris ingår i släktet Mansa och familjen brokparasitsteklar. Inga underarter finns listade i Catalogue of Life.